# Venturia hakonensis
Venturia hakonensis är en stekelart som först beskrevs av William Harris Ashmead 1906.  Venturia hakonensis ingår i släktet Venturia och familjen brokparasitsteklar. Inga underarter finns listade i Catalogue of Life.